# Cathédrale Saint-Ferdinand-Roi de Resistencia
La cathédrale Saint-Ferdinand-Roi (en espagnol : Catedral de San Fernando Rey) en Argentine est le siège de l'archidiocèse de Resistencia. Ce dernier est depuis 1984 à la tête d'une province ecclésiastique s'étendant sur les provinces de Chaco et de Formosa. La cathédrale est dédiée à Ferdinand III de Castille.

## Histoire
Le 3 juillet 1939, le pape Pie XII scinda le diocèse de Santa Fe pour créer le diocèse de Resistencia. Ce dernier fut élevé au rang d'archidiocèse le 1er avril 1984 par le pape Jean-Paul II.
Le 5 mai 1999, le gouvernement de la province de Chaco a déclaré Patrimoine culturel de la province l'édifice de la Cathédrale de Resistencia, qui constitue la paroisse la plus ancienne du Chaco. 